# Nudaria munda
Nudaria munda là một loài bướm đêm thuộc phân họ Arctiinae, họ Erebidae.